# Renato Zanettovich
Renato Zanettovich (Trieste, 28 luglio 1921 – Trieste, 29 ottobre 2021) è stato un violinista italiano.

## Biografia
Nato a Trieste nel 1921, ancora durante gli studi con Umberto Nigri, fondò nel 1933, assieme al violoncellista Libero Lana e al pianista Dario de Rosa, il celebre Trio di Trieste.
Pur impegnato prevalentemente per oltre 60 anni dall'intensa attività concertistica internazionale con il trio, svolse anche una considerevole attività didattica per il suo strumento, pubblicando una serie importante di Esercizi sulle Scale e Arpeggi (Edizioni Suvini Zerboni - Sugar Music) e curando varie revisioni di metodi e Studi per violino (per la casa editrice Ricordi - Hal Leonard).
Insegnò violino presso il Conservatorio "C. Monteverdi" di Bolzano dal 1950 al 1955, al Conservatorio "G .Tartini" di Trieste dal 1955 al 1970 e al Conservatorio "B. Marcello" di Venezia dal 1970 al 1986. Tenne inoltre diversi corsi e masterclass in Italia e all'estero: alla Scuola di Musica di Fiesole dal 1981 al 2003, all'Accademia Musicale Chigiana di Siena e alla Scuola Superiore di Musica da Camera del Trio di Trieste a Duino (presso il Collegio del Mondo Unito dell'Adriatico).
Fu più volte invitato in qualità di giurato ad importanti concorsi sia di violino che di musica da camera.
È morto dopo il compimento dei cento anni, il 29 ottobre 2021, nel sonno. Era padre del compositore Daniele Zanettovich.

## Strumenti
Renato Zanettovich suonò vari strumenti, tra cui un Guarneri del Gesù, un Carlo Giuseppe Testore e un Guadagnini (andato distrutto in un naufragio a Rio de la Plata in cui il Trio di Trieste incorse in una tournée sudamericana nel 1963).

## Onorificenze
- Accademico effettivo dell'Accademia Nazionale di Santa Cecilia

## Pubblicazioni

### Opere didattiche
- Renato Zanettovich, ESERCIZI SULLE SCALE E ARPEGGI per gli allievi di violino dei corsi inferiori - I fascicolo: Scale e arpeggi a un'ottava in prima posizione, Edizioni Suvini Zerboni, S.7681/a Z.
- Renato Zanettovich, ESERCIZI SULLE SCALE E ARPEGGI per gli allievi di violino dei corsi inferiori - II fascicolo: Scale e arpeggi a due ottave in posizioni fisse, Edizioni Suvini Zerboni S.7681/b Z.
- Renato Zanettovich, ESERCIZI SULLE SCALE E ARPEGGI per gli allievi di violino dei corsi inferiori - III fascicolo: Scale e arpeggi a tre ottave, Edizioni Suvini Zerboni S.7681/c Z.
- Renato Zanettovich, ESERCIZI SULLE SCALE E ARPEGGI per gli allievi di violino dei corsi inferiori - IV fascicolo: Scale e arpeggi a un'ottava su una corda, Edizioni Suvini Zerboni S.7681/d Z.
- Renato Zanettovich, ESERCIZI SULLE SCALE A CORDE DOPPIE - I volume: Terze, quarte e seste, Edizioni Suvini Zerboni S.12631 Z.
- Renato Zanettovich, ESERCIZI SULLE SCALE A CORDE DOPPIE - II volume: Ottave e decime, Edizioni Suvini Zerboni S.12632 Z.
- Bianca e Renato Zanettovich, Guida all'educazione musicale, Edizioni Lattes Torino, 1965

### Revisioni
- Jakob Dont - 24 Esercizi Op.37 - Revisione di Renato Zanettovich, Ricordi, E.R.2686
- Jacques Féréol Mazas - Studi melodici e progressivi Op.36 - Revisione di Renato Zanettovich - Vol.I Studi Speciali, Ricordi, E.R.2782
- Jacques Féréol Mazas - Studi melodici e progressivi Op.36 - Revisione di Renato Zanettovich - Vol.II Studi brillanti, Ricordi, E.R.2783
- Heinrich Ernst Kayser - 36 Studi Op.20 - Revisione di Renato Zanettovich - Fascicolo I, Ricordi, E.R.2682
- Heinrich Ernst Kayser - 36 Studi Op.20 - Revisione di Renato Zanettovich - Fascicolo II, Ricordi, E.R.2683
- Heinrich Ernst Kayser - 36 Studi Op.20 - Revisione di Renato Zanettovich - Fascicolo III, Ricordi, E.R.2684
- Hans Sitt - 100 Studi Op.32 - Revisione di Renato Zanettovich - Vol.I, Ricordi, E.R.2806
- Hans Sitt - 100 Studi Op.32 - Revisione di Renato Zanettovich - Vol.II, Ricordi, E.R.2807
- Hans Sitt - 100 Studi Op.32 - Revisione di Renato Zanettovich - Vol.III, Ricordi, E.R.2808
- Otakar Ševčík - Metodo di violino per principianti Op.6 - Revisione di Renato Zanettovich - Vol.I, Ricordi, E.R.2866
- Otakar Ševčík - Metodo di violino per principianti Op.6 - Revisione di Renato Zanettovich - Vol.II, Ricordi, E.R.2867
- Otakar Ševčík - Metodo di violino per principianti Op.6 - Revisione di Renato Zanettovich - Vol.III, Ricordi, E.R.2868
- Otakar Ševčík - Metodo di violino per principianti Op.6 - Revisione di Renato Zanettovich - Vol.IV, Ricordi, E.R.2869
- Otakar Ševčík - Metodo di violino per principianti Op.6 - Revisione di Renato Zanettovich - Vol.V, Ricordi, E.R.2870
- Ivan Galamian - Principi di tecnica e d'insegnamento del violino - Traduzione in lingua italiana a cura di Renato Zanettovich, Ricordi